# Christophorus Records
Christophorus Records est un label discographique allemand de musique classique, basé à  Fribourg, spécialisé dans la musique de l'église catholique et la musique ancienne.

## Histoire
L'histoire dans l'édition de la famille Herder de Fribourg, remonte à Bartholomä Herder (1774-1839) Fürstbischöflicher Hofbuchhändler und Hofbuchdrucker en 1801. La maison d'édition de Herder existe toujours. L'éditeur de livres chrétiens Christophorus-Verlag Herder KG a été fondé par Hermann Herder et Josef Knecht en 1935 en tant que résistance passive à l'évolution de la religion dans l'Allemagne nazie,,,,. Christophorus disques a commencé comme secteur de la division livre de Christophorus Verlag, en 1939. Le label est désormais distribué par Musicontact GmbH, Heidelberg.

## Artistes
Parmi les artistes qui ont régulièrement enregistré pour le label figurent l'Ensemble für frühe Musik Augsbourg, le Johann Rosenmüller Ensemble, Kantika, Spielleyt, Stimmwerck, et le Chœur des Cosaques du Don.